# I-dle
I-dle (en hangul, 아이들; romanización revisada, Aideul; estilizado en minúsculas; anteriormente conocido como (G)I-dle) es un grupo musical femenino surcoreano formado por Cube Entertainment en 2018. Consta de cinco integrantes: Miyeon, Minnie, Soyeon, Yuqi y Shuhua. Originalmente siendo un grupo de seis miembros, Soojin abandonó el grupo y la agencia en agosto de 2021 por motivos personales. Debutaron el 2 de mayo de 2018, con el miniálbum I Am.
I-dle es reconocido como un grupo femenino de integrantes «autoproductoras», es decir, que participan activamente en la composición y la escritura de las canciones, en la creación de las coreografías y en otros aspectos creativos. Además, sus actuaciones en el escenario constantemente reciben elogios.

## Origen del nombre
En una entrevista con The Star, Soyeon dijo que el nombre «Idle» (아이들) se le ocurrió cuando compuso «Idle Song». Ella lo envió a la compañía, y el nombre finalmente se determinó. Sin embargo, el nombre ha recibido reacciones mixtas en Corea del Sur, así como a nivel internacional debido al hecho de que «아이들» significa «grupo de jóvenes» e «inactivo» en inglés. Por lo tanto, el grupo pasó a llamarse (G)I-dle. La «I» («yo» en inglés) se refiere a cada integrante; «dle» es una romanización anglificada de «들», sufijo utilizado para hacer formas plurales de palabras nominales en coreano; «(G)» significa «girl» («chica» en inglés). El nombre del grupo se suele leer como «Idle», sin pronunciar la letra G.

## Historia

### Predebut
En 2015, Soyeon fue una de las aprendices que representó a Cube Entertainment en el programa de Mnet Produce 101. Se convirtió en la concursante más popular del show, donde se ubicó en el décimo puesto en el quinto episodio. Sin embargo, finalizó en el vigésimo puesto y no se convirtió en miembro de I.O.I. Soyeon también participó en el programa Unpretty Rapstar, donde fue segunda finalista. Más tarde debutó como solista.
Miyeon fue aprendiz de YG Entertainment desde 2010 hasta 2015. Soojin fue aprendiz de DN Entertainmnet en 2015 e integrante de Vividiva, bajo el nombre artístico N.Na, pero dejó el grupo antes de su debut. Minnie, Yuqi y Shuhua aparecieron en el vídeo promocional de Rising Star Cosmetic en junio de 2017. Shuhua participó con Yoo Seon-ho en el videoclip de la canción «Pet», de 10 cm, en septiembre de 2017. Minnie apareció en el álbum Line Friends Dance Party, que se lanzó en noviembre de 2017. De febrero a marzo de 2018, Miyeon y Minnie hicieron cuatro covers de canciones en el canal de YouTube de Dingo Music.
El 22 de marzo de 2018, Cube Entertainment anunció que su nuevo grupo femenino debutaría en el primer trimestre de 2018, siendo Soyeon una de las integrantes. El 5 de abril, revelaron el logotipo y el nombre del grupo: (G)I-dle. La agencia comenzó a desvelar a las integrantes lanzando fotos individuales de Miyeon y Yuqi el 8 de abril. Soojin y Shuhua fueron reveladas dos días después. Minnie y Soyeon fueron las últimas integrantes reveladas, el 12 de abril.

### 2018-2019: Debut e ingreso al mercado japonés
(G)I-dle lanzó su EP debut, I Am, el 2 de mayo de 2018 con el sencillo principal «Latata». El EP debutó en el decimotercer lugar de Gaon Albums Chart. I Am ingresó a World Albums Chart en la quinta posición el 9 de mayo. El grupo recibió su primera victoria en The Show de SBS MTV el 22 de mayo, veinte días después de su debut. El 5 de junio, hicieron su debut en Billboard Social 50 Chart, en el trigésimo sexto lugar. En el mismo mes, se llevó a cabo una encuesta entre 35 participantes en la industria de la música, donde (G)I-dle fue votado como el futuro del K-pop con 39 puntos en general. El 6 de agosto, el grupo celebró un pequeño concierto y grabó una presentación flash-mob de «Latata» en Times Square y Washington Square Park. El 14 de agosto, se lanzó el primer sencillo digital de (G)I-dle, «Hann (Alone)». «Hann (Alone)» encabezó las listas nacionales, incluyendo Bugs, Genie y Olleh Music, el 16 de agosto y alcanzó el segundo lugar en US World Digital Songs. El 29 de agosto, obtuvieron una victoria para «Hann (Alone)» en Show Champion. En septiembre, el grupo hizo su primera aparición en KCON en Tailandia. Durante el resto de 2018, (G)I-dle ganó varios premios rookie en Asia Artist Awards, Gaon Chart Music Awards, Genie Music Awards, Golden Disc Awards, Korea Popular Music Awards y Melon Music Awards.

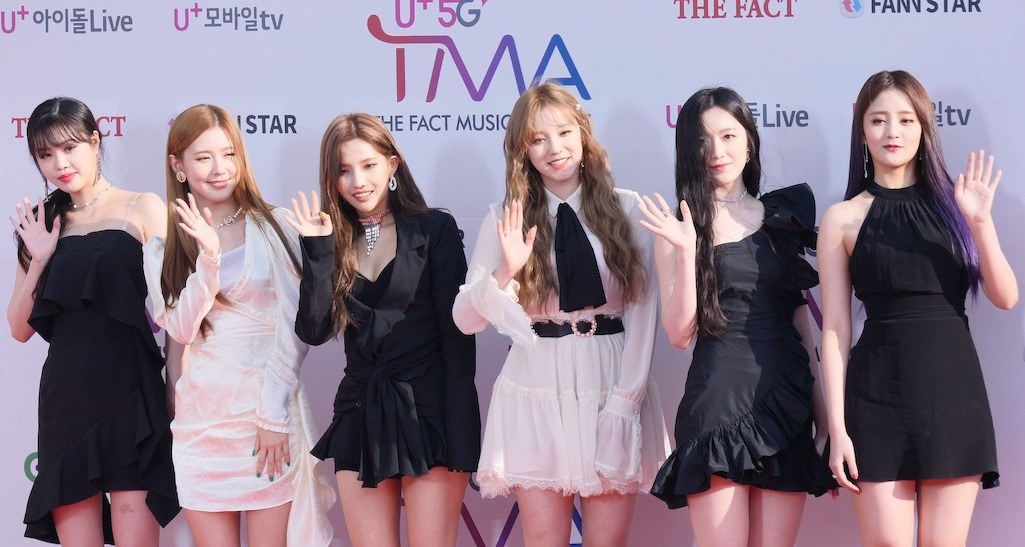
El grupo en la alfombra roja de The Fact Music Awards en abril de 2019.

El grupo lanzó su segundo miniálbum, I Made, el 26 de febrero de 2019. El EP contiene cinco canciones, incluyendo el sencillo «Señorita», escrito y compuesto por Soyeon y Big Sancho. El 26 de junio, (G)I-dle lanzó su segundo sencillo digital, «Uh-Oh». La canción ocupó el vigésimo segundo puesto en NetEase Cloud Music China para la primera mitad de 2019, lo que las convierte en el único grupo de K-pop en entrar a la lista. En julio, el grupo realizó su primera presentación en los Estados Unidos durante la convención anual KCON en el Javits Center, Nueva York. Más tarde realizaron un showcase en vivo en el Mainabi Blitz Akasaka el 23 de julio. El showcase vendió más de 1 000 boletos con una asistencia de 1 500 personas. Se informó que alrededor de 15 000 fanes quisieron asistir, pero debido al límite de capacidad del lugar, algunos no pudieron ingresar. El 31 de julio, (G)I-dle debutó en el mercado japonés con el lanzamiento de su EP, Latata. El 19 de agosto, el grupo y la marca de maquillaje Kate colaboraron para lanzar un videoclip para la versión japonesa de «Latata».
(G)I-dle participó posteriormente participó en un programa para girl groups creado por Mnet, Queendom. En la primera ronda preliminar, el grupo terminó en primer lugar después de interpretar «Latata» reinventado con un concepto de chamanismo. El «encanto» tailandés de Minnie en la presentación, fue bien recibido y se convirtió en un tema candente entre los fanáticos coreanos y tailandeses. En la segunda ronda preliminar, el grupo reinterpretó la canción «Fire» de 2NE1, terminando en el último lugar. A finales de septiembre, celebraron su primera reunión de fanes, Welcome to the Neverland, en Yes24 Live Hall en Seúl. Las entradas para el show se agotaron en dos minutos. El 4 de octubre, (G)I-dle actuó como cabeza de cartel por primera vez en Spotify On Stage en Yakarta. Fueron uno de seis actuaciones, incluyendo a idos Rich Brian, Ateez y más. El 5 de octubre, el grupo apareció en Immortal Songs 2, una competencia de canto de KBS. Esto marca la primera aparición del grupo en el programa. Realizaron un cover de la canción «Sad Dream» de Koyote como parte del vigésimo aniversario del grupo. (G)I-dle interpretó «Put It Straight (Nightmare Version)» para la ronda llamada Fan-dora's Box de Queendom. La presentación alcanzó un millón de visitas, quedando en cuarto lugar en la ronda. El 25 de octubre, el grupo lanzó «Lion» como parte del EP, Queendom Final Comeback.
A partir de noviembre de 2019, las presentaciones en vivo de «Latata» y «Fire» han superado las 11 y 13 millones de visitas, respectivamente. (G)I-dle terminó el programa en el tercer lugar. «Lion» se convirtió en un éxito durmiente después de ganar popularidad en su concepto en The Queen's Royal Welcome, reingresando a las listas de varios sitios de música. Se lanzó un vídeo musical el 4 de noviembre. El vídeo superó las 5 millones de visitas en dos días. El 21 de diciembre, (G)I-dle se presentó en  Tainan Christmas & New Year Eve Party en Taiwán, donde interpretó sus exitosos sencillos. A presentación asistieron 80 000 personas, siendo un nuevo récord para ellas.

### 2020-2021: Gira mundial,I Trusty salida de Soojin
El 28 de enero de 2020, el grupo anunció su primera gira mundial, titulada I-Land: Who Am I, que abarcaría 32 ciudades diferentes de todo el mundo. Más tarde, se anunció que su concierto en Bangkok y el lanzamiento del nuevo álbum a mediados de marzo se pospuso en respuesta a la pandemia por coronavirus para garantizar la seguridad y la salud del artista, los fanáticos y el personal. El 26 de marzo de 2020, el grupo reveló que aparecería en Twitch Stream Aid, programado para el 28 de marzo. El streaming es un concierto de 12 horas con el objetivo de recaudar fondos para el COVID-19. Son el primer grupo femenino de K-pop en participar. El 6 de abril de 2020, el grupo lanzó su tercer EP titulado I Trust con «Oh My God» como su sencillo principal. El álbum consta de cinco canciones, incluida una versión en inglés del sencillo. Junto con el lanzamiento de I Trust, (G)I-dle había firmado con Republic Records para ayudar a resaltar e impulsar su individualidad en el mercado estadounidense. El álbum tuvo más de 91 311 pedidos anticipados, lo que lo convirtió en su EP más prevendido, y se convirtió en su álbum más vendido con 100 000 copias físicas en tres días. I Trust debutó en el primer puesto de Gaon Albums Chart, convirtiéndose en el primer álbum del grupo en ubicarse en esa posición en Corea del Sur y logró su posición más alta en el cuarto puesto de World Albums Chart. El vídeo musical de «Oh my God» rompió su récord personal al acumular 17 millones de visitas en su primer día de lanzamiento. El 17 de abril, ganaron un trofeo en Music Bank de KBS gracias a la canción.
El 3 de febrero de 2021, un cercano a la actriz Seo Shin-ae, quien asistió a la misma escuela secundaria de Soojin, dio a conocer a través de redes sociales que la actriz había sufrido acoso escolar por parte de la miembro de (G)I-dle. El 20 de febrero de 2021, el hermano de una excompañera de curso de Soojin también afirmó que su hermana había sido víctima de violencia por parte de la cantante. Cube Entertainment declaró estar al tanto y haciéndose cargo de estas falsas acusaciones. Un día después, la propia Soojin emitió un comunicado, donde, si bien reconoció algunos comportamientos inapropiados en su período escolar, no se hizo cargo de todas las denuncias, señalando que muchas eran mentiras, aunque pidió disculpas si a alguien pudiese haber afectado en el pasado.
El 4 de marzo, la compañía de Soojin informó que la cantante dejaría temporalmente el grupo a modo de protección y mientras duren los procedimientos legales del caso, a cargo de los abogados de Cube Entertainment y la denunciante. El 19 de marzo, Soojin emitió una declaración detallada y personal sobre las más de diez denuncias en su contra por parte de su excompañera, donde volvió a aclarar que muchas son falsas, aunque se volvió a disculpar por su comportamiento. Tras seis meses desde su alejamiento temporal del grupo, Cube Entertainment informó el 14 de agosto de 2021 que Soojin abandonaba definitivamente el grupo, sin entregar mayor información.

### 2024:2,I Swayy tercera gira mundial
El 7 de enero anunciaron que publicarían su segundo álbum de estudio titulado 2. Publicaron el sencillo de prelanzamiento «Wife» el 22 de enero y el sencillo principal «Super Lady» junto con el álbum. La canción «Fate» se volvió viral en Corea del Sur llegando a encabezar la lista Circle Digital Chart. El 15 de marzo publicaron una remezcla de «This Time Around» con Jennifer Lopez. El 13 de mayo anunciaron que su tercera gira mundial, I-dol World Tour, iniciaría el 3 de agosto en Seúl. Su séptimo EP I Sway fue publicado el 8 de julio con el sencillo principal «Klaxon».

### 2025: Cambio de nombre,We Are I-dleyWe Are
Minnie se convirtió en la cuarta integrante en debutar como solista con su EP Her el 21 de enero. El 2 de mayo, día de su séptimo aniversario, Cube Entertainment anunció el cambio de nombre a I-dle. Ese mismo día, horas después, el EP especial We Are I-dle fue publicado conteniendo sus anteriores sencillos regrabados. El día 5 de mayo anunciaron su octavo EP We Are.

## Miembros
Actuales
- Miyeon (미연)
- Minnie (민니)
- Soyeon (소연)
- Yuqi (우기)
- Shuhua (슈화)

Exintegrantes
- Soojin (수진)

## Arte

### Imagen
(G)I-dle fue elogiado por su musicalidad y ambigüedad. Natalie Morin de Refinery29 las describió como personas con diferentes energías que se complementan entre sí. También las describió como «audaces y sensuales», características que, según ella, las distingue de otros grupos de chicas. Mor.bo las nombró como un grupo diverso que no tiene miedo de probar diferentes estilos de música. La revista Elle nombró al grupo como «músicos y artistas independientes», donde los conceptos de los grupos de chicas generalmente funcionan dentro de un molde hecho por otra persona.

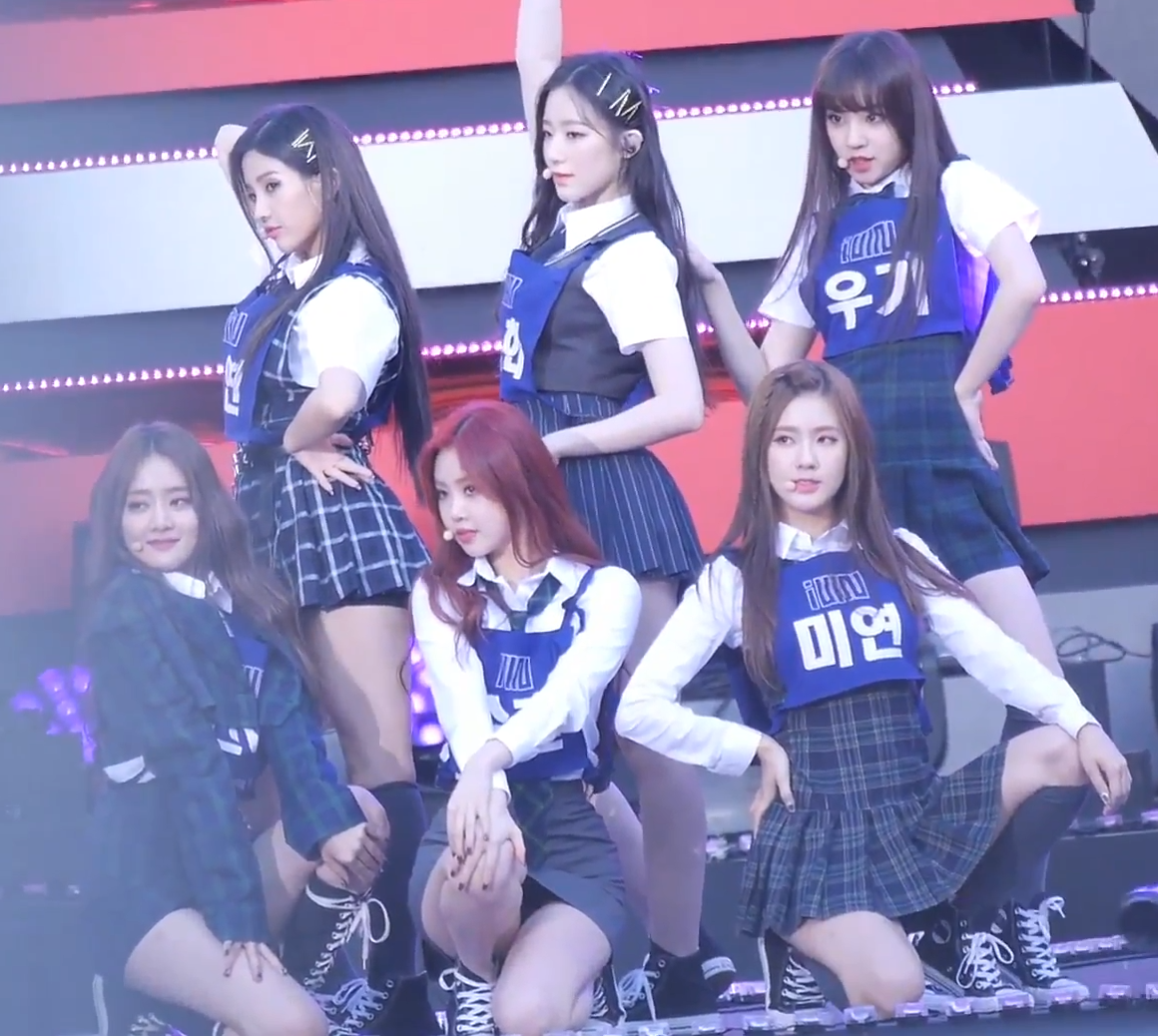
El grupo presentándose en DMC Festival en septiembre de 2018.

A pesar de ser el grupo más joven en aparecer en Queendom, las integrantes participaron activamente en sus propios vídeos musicales, sesiones de fotos, arreglos de canciones, coreografías y producción de vestimenta.

### Estilo musical
Kim Ha-yul para Herald Pop describió que el género de (G)I-dle solo puede ser interpretado por ellas y que causó una buena impresión en el público. La revista Melon señaló que «la singularidad musical es el arma más poderosa de (G)I-dle», lo cual se refleja en la diversidad de géneros de sus canciones: «Latata» (moombahton), «Hann (Alone)» (ritmo europeo), «Señorita» (pop latino) y «Uh-Oh» (boom bap).

### Actuación escénica
El grupo también fue elogiado por su presencia escénica durante actuaciones como en el escenario dorado de los Melon Music Awards de 2018 que recuerda a Cleopatra, y el escenario de los Mnet Asian Music Awards del mismo año con docenas de bailarinas para enfatizar la imagen de la mujer. También se afirma que su actuación para Fan-dora's Box fue «otra etapa legendaria» debido a la actuación emocional de las integrantes donde expresaron «ira en la tristeza». (G)I-dle hizo su última presentación en Queendom con «Lion» con una historia que fue narrada por Minnie, bailando en túnicas doradas adornadas con la melena de un león y terminó con una manada de leones bailarines siguiendo al grupo a los seis tronos. El escenario fue descrito por los medios como «legendario» y «de clase mundial».

## Discografía
| Álbumes de estudio - 2022: I Never Die - 2024: 2 EPs - 2018: I Am - 2019: I Made - 2020: I Trust - 2021: I Burn - 2022: I Love - 2023: I Feel - 2024: I Sway - 2025: We Are Álbumes sencillos - 2020: Dumdi Dumdi Sencillos digitales - 2018: «Hann (Alone)» - 2019: «Uh-Oh» - 2020: «I'm the Trend» | EPs - 2019: Latata - 2020: Oh My God EPs - 2023: Heat |

## Giras musicales
| Giras musicales - 2022: Just Me ( )I-dle World Tour - 2023: I Am Free-ty World Tour | Conciertos - 2018: United Cube – One (con artistas de Cube) - 2020: (G)I-dle Online Concert 'I-Land: Who Am I' (O) - 2022: Virtual Reality Concert 'For Neverland (O) |